# Мария — Царица Апостолов
«Мария — Царица Апостолов» — католическая высшая духовная семинария в Санкт-Петербурге, единственная католическая семинария в России. Располагается в комплексе зданий с собором Успения Пресвятой Девы Марии. Является религиозной организацией дополнительного профессионального религиозного обучения. 
Семинария расположена на территории архиепархии Божией Матери в Москве, имеет статус межъепархиальной. В семинарии проходят интеллектуальную и духовную подготовку к священству кандидаты из всех четырех  российских епархий, направляемые церковными настоятелями члены монашеских орденов и конгрегаций, а также семинаристы из епархий других стран. Модератором семинарии является архиепископ-митрополит в Москве. Ректора назначает Конференция католических епископов России.

## История
На территории современной России в дореволюционный период действовали две католические семинарии: в Санкт-Петербурге и в Саратове. Обе семинарии были закрыты советской властью после революции 1917 г. 
После восстановления структур Католической Церкви в России в 1991 году остро встал вопрос подготовки католических священнослужителей в стране. 
Декрет об основании семинарии «Мария — Царица Апостолов» подписан архиепископом Тадеушем Кондрусевичем 29 июня 1993 года. Ректором семинарии был назначен итальянский священник Бернардо Антонини. 
Первоначально семинария располагалась в Москве. На первый курс было зачислено 18 семинаристов из России, Белоруссии и Казахстана. Семинария не имела собственного здания, семинаристы и воспитатели жили в квартире на Новой Басманной улице, а на занятия ездили в храм Непорочного Зачатия Пресвятой Девы Марии, часть помещений которого была возвращена верующим. 
С 1995 года семинария переведена в Санкт-Петербург, в историческое здание католической семинарии Могилёвской архиепархии.
Первые выпускники семинарии были рукоположены в священники 23 мая 1999 года. 

До начала 2000-х годов для обучения в Санкт-Петербурге направлялись также католические семинаристы из Казахстана, Молдавии и Грузии. Позже в этих странах были открыты собственные духовные семинарии. 
В 2005—2010 годах при семинарии действовали богословские курсы для мирян «Школа католического богословия и духовности». 

## Современное состояние
В семинарии учится около полутора десятков студентов, ежегодное число выпускников не превышает двух-трёх. 
Постоянный штат преподавателей составляет более двадцати человек - докторов и кандидатов наук в области богословия, философии и гуманитарных наук. 
Библиотека семинарии содержит более 20 тыс. книг. 
С 2000 года семинария является филиалом Папского Латеранского университета (церковный статус - Богословский институт св. Иоанна Златоуста).
В рамках издательской деятельности семинария издает учебные пособия (серия "Studia Petropolitana") и переводы церковных документов. С 2012 года издает научный журнал "Folia Petropolitana". 
Кроме основной программы подготовки кандидатов к священству, семинария проводит 4-летний очно-заочный курс подготовки постоянных диаконов.
С 2022 года возможность получить богословское образования предоставляется также мирянам. С 2023 года программа пятилетнего философско–богословского цикла для получения богословского бакалавриата осуществляется также дистанционном формате. 
Ежегодно в семинарии проходят богословские чтения памяти дона Бернардо Антонини. 

## Процесс обучения
Обучение в семинарии предваряется, как правило, пропедевтическим годом в предсеминарии в Новосибирске. 
Программа семинарии рассчитана на 6 лет обучения и подразделяется на 3 цикла: философский (первых 2 года), богословский (последующие 3 года) и пастырский (последний год).
В основную учебную программу входят философские, богословские и ряд гуманитарных дисциплин, подразделяющиеся в некоторых случаях на отдельные части, посвящённые теоретическим и практическим аспектам.
Кроме непосредственно обучения каждый семинарист несёт определённое служение. Для студентов трёх первых курсов это может быть, например, помощь в доме-приюте, который содержат Сёстры Матери Терезы, уход за больными на квартирах и в хосписах, участие в подготовке передач Радио Мария и многое другое. Семинаристы трёх старших курсов проходят практику в приходах Санкт-Петербурга: помогают на мессах, участвуют в катехизации и занятиях воскресных школ. Кроме того, летом семинаристы проходят практику в приходах родных епархий.

## Ректоры
- монсеньор Бернардо Антонини (1993—1999 годы);
- свящ. Антоний Гей (1999—2005 годы);
- свящ. Римантас Гудиалис (2005—2006 годы);
- свящ. Паоло Пецци (2006—2008 годы), с 2007 года архиепископ;
- монсеньор Пьетро Скалини (2008—2017 годы);
- свящ. Константин Передерий (2017  — 2022 годы);
- монсеньор Сергей Тимашов ( с 2022 года)

## Выпускники
Выпускники семинарии "Мария - Царица Апостолов" несут служение в России, Белоруссии, Казахстане, Молдавии, Грузии, Украине, Латвии, Италии, Азербайджане, Германии, Польше. Среди них - епископ Эдуард Кава (вспомогательный епископ Львовской архиепархии), а также несколько докторов и кандидатов богословия. 